# Carlos Ysbert
Carlos Spitzer Ysbert, más conocido como Carlos Ysbert (o Isbert) (Madrid, 4 de julio de 1956) es un actor de teatro, cine, televisión y doblaje español.
Pertenece a la saga de actores iniciada por su abuelo José Isbert y continuada por su madre, María Isbert. Es hijo de ésta y del húngaro Antonio Spitzer. Tiene seis hermanos, entre los que destacan el escritor, guionista y dramaturgo José S. Isbert y el actor Tony Isbert.
Ha participado como intérprete en las películas El palo de Eva Lesmes, ¿Cuánto cobra un espía? de Jesús Franco, El sudor de los ruiseñores de Juan Manuel Cotelo, así como en la serie Al salir de clase de Tele 5.
Es la voz habitual de actores como John Goodman, Daniel Auteuil, Randy Quaid, Jean-Pierre Darroussin, James Gandolfini, Tom Arnold, Alfred Molina, Chris Bauer, Nick Chinlund, Michael Gross, Saverio Guerra, Judd Hirsch, Eugene Levy, Dean Norris, Peter North, David Paymer, Oliver Platt, Daniel Roebuck, Michael Rooker, Stephen Root, Peter Stormare, George Wendt, y Tom Sizemore. 
Otros papeles en series donde interviene como actor de doblaje son Norm Peterson (George Wendt) en Cheers, Tony Soprano (James Gandolfini) en Los Soprano, John Abruzzi (Peter Stormare) en Prison Break, Leslie Artz en Perdidos, Vic Mackey (Michael Chiklis) en The Shield, Andy Bellefleur (Chris Bauer) en True Blood, Hank Schrader (Dean Norris) en Breaking Bad, William Murderface en Metalocalypse, y el Capitán Garfio en Jake y los Piratas de Nunca Jamás (siendo también la voz del personaje en otros medios desde 1999). Otras veces ha sido director y adaptador de doblaje. Ha realizado más de 2000 papeles. 
En 2000 sustituyó a Carlos Revilla como la voz de Homer Simpson en España tras el fallecimiento de este, lo que le otorgó el definitivo y total paso a la fama. En el Estudio Abaira de doblaje, además de su trabajo de actor de voz, ha traducido, dirigido y adaptado la traducción de series y películas como la serie de televisión Castle, la segunda temporada de Entre fantasmas. En el campo del videojuego, puede mencionarse su trabajo en Kingdom Hearts II dando voz española al personaje de Hades, y Torbjörn en Overwatch además de Brok en la saga God of War y como Riddler en la saga Arkham de Batman.
También ha actuado en la primera entrega de la saga Imperivm, Imperivm: La Guerra de las Galias.
En la actualidad está semirretirado del doblaje, dedicándose únicamente a interpretar a Homer, papel que retiene de manera voluntaria, y a ciertos papeles puntuales.